# Torleiv Hannaas
Torleiv Hannaas   (Hornnes, 14 de juliol de 1874 - Fana, 19 de novembre de 1929) va ser un filòleg noruec.
Va néixer a Hornnes, fill dels agricultors Thomas Nilsson Hannaas (1843–1915) i Anne Tolleivsdotter Vetrhus (1845-1944). El juliol de 1906 es va casar amb la professora Ingerd Yttreland (1879–1954). La seva filla Liv es va casar amb el banquer Egil Hiis Hauge. Torleiv Hannaas va morir el novembre de 1929 a Fana.
Es va convertir en professor al museu de Bergen el 1918. Les seves publicacions més importants van ser Norske bygder I (1921) i Norske bygder II (1926), sobre els dialectes de Setesdal i Vest-Agder. Va fundar el Norsk Aarbok el 1920 i se li sol acreditar la introducció del terme Høgnorsk en un article el 1922. Va ser el president de Noregs Mållag des de 1926 fins a la seva mort.